# آلان دوبوك
آلان دوبوك Alain Dubuc صحفي وخبير اقتصادي من مونتريال في كيبيك في كندا. 
وهو كاتب عمود في صحيفة لابريس بمونتريال ، ولو سولاي بمدينة كيبيك، وخمس صحف يومية أخرى في كيبيك. وهو مدافع بارز عن السياسة المالية ليمين الوسط وعن الفيدرالية في كيبيك.
آلان دوبوك هو ابن الصحفي كارل دوبوك. حصل على البكالوريا الفرنسية في كوليج ستانيسلاس، وهي مدرسة خاصة للروم الكاثوليك. وحصل على درجة الماجستير في الاقتصاد من جامعة مونتريال .
وفي عام 2001، تم تعيينه رئيسًا ورئيس تحرير مجلة لو سولاي ، وهو المنصب الذي شغله حتى عام 2004. وكتب مقالا عن الحزب الكيبيكي في مجلة تايم.